# Fortuna (Montevideo)
Fortuna ist ein mittlerweile in Pocitos aufgegangenes Barrio von Montevideo.
Das montevideanische Stadtviertel Fortuna wurde im Februar 1885 durch Francisco Piria laut Orestes Araújo im Bereich zwischen den Straßen Pereira, Garibaldi und zweier benachbarter, namentlich nicht genannter Straßen gegründet. Abgegrenzt wurde das Viertel durch den Landvermesser Alfredo Penco y Sagra. Die Grundfläche von Fortuna umfasst rund 15.000 m². Im "Plano General del Pueblo de los Pocitos" wurde sodann 1888 Fortuna ebenso wie die zwischen dem Arroyo Pocitos Grande und Arroyo Pocitos Chico gelegenen Barrios Víctor Manuel, Caprera und Artigas mit in das Barrio Pocitos einbezogen.